# Адда (король Берніції)
Адда (давн-англ. Adda; ? —568) — 3-й король Берніції у 560—568 роках.

## Життєпис
Походив з англського роду Еоппінгів. Син Іди, короля Берніції, та Бернаох. Про дату народження й молоді роки нічого невідомо. У 560 році після смерті брата Глаппи розпочав нову війну проти Евраука, допомігши англу Еллі захопити частину Евраука. Війна тривала усе правління Адди.
У 568 році у вирішальній битві при Кер-Греу Адда в союзі з Еллой, королем Дейри, переміг бриттів під орудою короля Передира, в якій англи здобули повну перемогу, проте Адда загинув. Владу успадкував брат останнього Етельрік.